# Замок Артайн

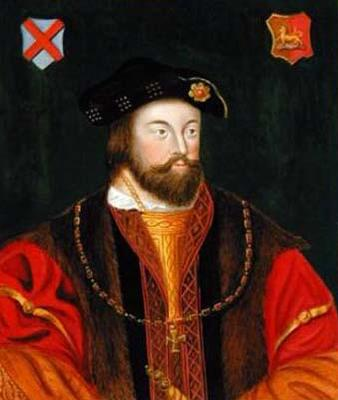
Томас Фітцджеральд — «Шовковий Томас».

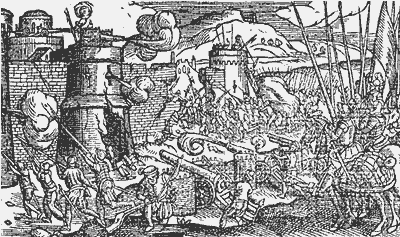
«Шовковий Томас» штурмує дублінський замок.

Замок Артайн (англ. Artane Castle, Artaine Castle) — замок, що стояв колись в північній частині міста Дубліна. Нині від замку не лишилось і сліду, на його місці нині є торговий центр. Замок Артайн ввійшов в історію завдяки наступній події. У XVI столітті в Ірландії спалахнуло повстання, яке ввійшло в історію як постання Шовкого Томаса. Його очолив Томас Фітцджеральд, якого називали в народі «Шовковий Томас». У 1534 році він з'явився з військом під Дубліном. Жителі міста, зрозумівши, що вони не зможуть чинити опір, відкрили ворота і дозволили Шовковому Томасу осадити Дублінський замок. Серед тих, хто накликав на себе ворожнечу Шовкового Томаса та Геральдинів був Джон Ален — архієпископ Дубліна за те, що він підтримував плани Вулсі. Джон Ален намагався втекти морем, але його корабель викинуло на берег біля Клонтарфу. Він тоді спробував знайти притулок і захист в замку Артайн у свого друга і товариша Томаса Сент-Лоуренса. Томас Сент-Лоуренс охоче прийняв його, але його схованку виявили і його схопили люди Шовкового Томаса. Коли Джон Ален постав перед Шовковим Томасом, то почав благати зберегти йому життя. Але молодий лорд відвернувся від нього і сказав: «Beir uaim an bodach» — «Бер вам ан бодах» — «Заберіть від мене цього хлопця» (ірл.) Ці слова прибічники Шовкового Томаса зрозуміли як наказ вбити, і тут же вбили Джона Алена. За цей злочин Папа римський відлучив Шовкового Томаса від церкви, а багато прихильників відвернулися від нього. Збереглася могила архієпископа на старому кладовищі. На цьому ж кладовищі є могила Річарда Голлівуда з Елм Парка та руїни церкви ХІІІ століття.